# Christopher Lethbridge (jugador de críquet)
Christopher “Cliff” Lethbridge (Castleford, 23 de junio de 1961-30 de enero de 2025) fue un jugador de críquet inglés. Lethbridge era un bateador diestro que lanzaba con ritmo medio con la mano derecha. Nació en Castleford, Yorkshire.

## Biografía
Lethbridge hizo su debut en primera clase para Warwickshire contra Yorkshire en el Campeonato del Condado de 1981. Hizo 49 apariciones más en primera clase para el condado, la última de las cuales fue contra Derbyshire en el Campeonato del Condado de 1985. En sus 50 partidos de primera clase, anotó un total de 1,033 carreras con un promedio de 22.95, con una puntuación máxima de 87 no out. Esta puntuación, que fue una de las tres cincuentenas en primera clase que hizo, la logró contra Somerset en 1982. Como jugador polivalente, con la bola tomó 77 wickets con un promedio de bolos de 38.90, con las mejores cifras de 5/68. Estas cifras, que fueron su única actuación de cinco wickets en primera clase, las consiguió contra Glamorgan en 1982.
Hizo su debut en List A para Warwickshire en la John Player League de 1981 contra Worcestershire. Hizo 55 apariciones más en List A para el condado, la última de las cuales fue contra Derbyshire en la John Player Special League de 1985. En sus 55 partidos de List A para Warwickshire, anotó 271 carreras con un promedio de 18.06, con una puntuación máxima de 57 no out. Esta puntuación, que fue su única media centena en un día, la logró contra Somerset en 1982. Con la bola, tomó 57 wickets con un promedio de 33.38, con las mejores cifras de 5/47. Estas cifras representaron su única actuación de cinco wickets en List A y las logró contra Northamptonshire en 1982. Dejó Warwickshire al final de la temporada de 1985.
Se unió a Cambridgeshire para la temporada de 1986, debutando para el condado contra Staffordshire en el Campeonato de Condados Menores. Jugó críquet de condados menores para Cambridgeshire desde 1986 hasta 1991, haciendo 21 apariciones en el Campeonato de Condados Menores y siete apariciones en el Trofeo Knockout MCCA. También hizo dos apariciones en List A para el condado, una en el Trofeo NatWest de 1986 contra Yorkshire y otra contra Derbyshire en el Trofeo NatWest de 1987, tomando dos wickets.